# Banjo il gattino ribelle
Banjo il gattino ribelle (Banjo the Woodpile Cat) è un film del 1979 diretto da Don Bluth. È un cortometraggio animato che segue la storia di Banjo, un gattino troppo curioso e ribelle che, dopo essere finito nei guai per aver verificato se poteva atterrare sulle zampe da un tetto, fugge dalla catasta di legna della fattoria dei suoi proprietari a Payson (Utah) salendo su un camion diretto a Salt Lake City.
Il film, prodotto nell'arco di quattro anni, fu la prima produzione della Don Bluth Productions, in seguito rinominata Sullivan Bluth Studios. Ebbe una distribuzione cinematografica limitata a Los Angeles, venendo proiettato dal 21 al 28 dicembre 1979 al Grauman's Egyptian Theatre di Hollywood e al Peppertree di Northridge. In seguito venne trasmesso in TV sotto forma di special televisivo, nel febbraio 1980 sulla HBO e il 1º maggio 1982 sulla ABC (quest'ultima fu di fatto la prima distribuzione a un pubblico generale).

## Trama
In una catasta di legna di una fattoria a Payson (Utah), un gattino di nome Banjo decide di inseguire i polli. Le sue sorelle, Emily e Jean, lo raccontano ai loro genitori, e il padre di Banjo presto lo ferma e gli fa promettere di non farlo di nuovo. Ma Banjo continua ad essere birichino in molti modi. Dopo essere finito nei guai per essere saltato giù dal tetto del pollaio, Banjo decide di scappare di casa e sale su un camion di alimenti diretto a Salt Lake City.
In città, Banjo trova un sacco di emozioni, seguite da una serie di pericoli. Quando inizia a piovere, trova rifugio in un piccolo barattolo in un vicolo, mentre pensa alla sua famiglia e a come gli manca. Più tardi, un gatto di nome Crazy Legs scopre il gattino perduto nel barattolo. I due diventano amici quando Crazy Legs dice a Banjo che può tornare allo stesso modo in cui è arrivato. Durante la loro ricerca, Crazy Legs e Banjo vanno in un night club con cui Crazy Legs è familiare. All'interno, la leader di un trio di gatte cantanti, Zazu, si avvicina a Crazy Legs e incontra Banjo. Quando gli viene chiesto se gli manca la sua famiglia, il gattino si deprime di nuovo. Per rincuorarlo, Crazy Legs e le ragazze improvvisano un numero musicale, e Banjo si unisce a loro. Successivamente, Crazy Legs chiede a tutti i gatti di cercare il camion. Più tardi quella notte, durante la ricerca per il camion, Banjo e Crazy Legs si imbattono in un gruppo di cani che finiscono per inseguirli. Dopo una lunga caccia, la coppia sfugge ai cani scalando una montagna di scatoloni. I due arrivano a casa delle gatte cantanti e si riposano un po'.
La mattina dopo, Banjo si sveglia e sente l'autista del camion nella strada. Dopo qualche gioia e tanti addii, Banjo si rattrista nel lasciare i suoi nuovi amici. Tuttavia, Crazy Legs riesce a far salire Banjo a bordo prima che il camion se ne vada senza di lui, e gli dà un ultimo saluto. Quando il camion arriva a casa, Banjo ne salta fuori e si riunisce con la sua famiglia.

## Potenziale seguito
Sebbene ci sia stato interesse per un revival del film e dei personaggi, incluso un sequel Banjo Meets the King of the Goblins, Bluth ha dichiarato che finora desidera lasciarsi alle spalle il film.